# Bionicle 3. – Árnyak hálójában
A Bionicle 3. – Árnyak hálója (eredeti cím: Bionicle 3: Web of Shadows) 2005-ben bemutatott amerikai–dán 3D-s számítógépes animációs film, amelynek a rendezői Terry Shakespeare és David Molina, az írói Bob Thompson, Henry Gilroy és Greg Farshtey, a producerei Sue Shakespeare és Bob Thompson, a zeneszerzője Nathan Furst. A mozifilm a Miramax Films, a Good Story Productions, a Create TV & Film és a Creative Capers Entertainment gyártásában készült, a Miramax Home Entertainment forgalmazásában jelent meg. Műfaját tekintve akciófilm, sci-fi film és fantasyfilm.
Amerikában 2005. október 11-én mutatták be DVD-n.

## Szereplők
| Szereplő                 | Eredeti hang        | Magyar hang           |
| ------------------------ | ------------------- | --------------------- |
| Vakama                   | Alessandro Juliani  | Schmied Zoltán        |
| Turaga Vakama (Narrátor) | Christopher Gaze    | Papp János            |
| Matau                    | Brian Drummond      | Crespo Rodrigo        |
| Onewa                    | Brian Drummond      | Hevér Gábor           |
| Nokama                   | Tabitha St. Germain | Nagy-Németh Borbála   |
| Whenua                   | Paul Dobson         | Király Attila         |
| Sidorak                  | Paul Dobson         | Faragó András         |
| Nuju                     | Trevor Devall       | Bede-Fazekas Szabolcs |
| Iruini                   | Trevor Devall       | Szokol Péter          |
| Norik                    | French Tickner      | Szokolay Ottó         |
| Roodaka                  | Kathleen Barr       | Kisfalvi Krisztina    |
| Gaaki                    | Kathleen Barr       | Bessenyei Emma        |
| Bomonga                  | Scott McNeil        | Versényi László       |
| Keetongu                 | Scott McNeil        | Bácskai János         |
| Kualus                   | TBA                 | Izsóf Vilmos          |